# Beulah Bondi
Beulah Bondi (født 3. maj 1889, død 11. januar 1981) var en amerikansk teater-, tv- og filmskuespiller.
Bondi debuterede på Broadway i 1925, og medvirkede derefter i en række opsætninger frem til 1953. Filmdebuten fandt sted i 1931 og hun medvirkede i mere end 80 film og tv-produktioner. Hun blev Oscar-nomineret to gange, begge i kategorien "bedste kvindelige birolle" for filmene En pragtfuld tøs (1936) og Of Human Hearts (1938). Hun gjorde også vigtige bidrag i Frank Capras film; Mr. Smith kommer til Washington (1939) og Det er herligt at leve (1946). I begge film spillede hun moren til James Stewarts karakterer.
Beulah Bondi har en stjerne for sit filmarbejde på Hollywood Walk of Fame på 1718 Vine Street.